# Снова вместе
«Снова вместе» — второй студийный альбом группы «Мираж». Записан летом 1988 года на студии «Звук» по заказу Андрея Лукинова и Игоря Васильева и выпущен на магнитной кассете в 1989 году. На обложке магнитоальбома были изображены гитарист группы Алексей Горбашов и сценические лица группы в 1988—1990 годах — Татьяна Овсиенко и Маргарита Суханкина. Издан на компакт-диске в 1994 году, претерпев некоторые изменения: изменён порядок песен, материал был пересведен, по техническим причинам заменены партии бэк-вокала. Режиссёр мастеринга переиздания — Игорь Бабенко. Изменилась в переиздании и обложка: на ней не стали размещать ничьи фотографии.
Альбом записан Маргаритой Суханкиной. 9 хитов бэк-вокала в магнитоальбомном издании из альбома исполняла также Маргарита Суханкина, входившая тогда в состав «Миража».
Перед непосредственным изданием альбома в продаже в 1988 году имелась лента с его черновым изданием, включавшая в себя четыре песни, которые в видоизмененном виде вошли в альбом («Наступает ночь», «Снова вместе», «Я больше не прошу», «Новый герой»). А также песни экс-солисток группы: «Солнце горит» и «Верю и люблю» в исполнении Н. Гулькиной и группы «Звезды», «Мой путь» в исполнении С. Разиной, и песен Р. Жукова и группы «Маршал». Данный пиратский вариант известен под названием «Мираж-88».

## Список композиций
Список композиций приводится в соответствии с последним официальным переизданием (1991) и решением Верховного суда Российской Федерации от 25 сентября 2012 года.
| №   | Название             | Текст песни     | Музыка         | Длительность |
| --- | -------------------- | --------------- | -------------- | ------------ |
| 1.  | «Музыка нас связала» | Валерий Соколов | Андрей Литягин | 4:28         |
| 2.  | «Наступает ночь»     | Валерий Соколов | Андрей Литягин | 4:23         |
| 3.  | «Снова вместе»       | Валерий Соколов | Андрей Литягин | 5:37         |
| 4.  | «Где я»              | Светлана Разина | Андрей Литягин | 4:34         |
| 5.  | «Я не шучу»          | Светлана Разина | Андрей Литягин | 3:11         |
| 6.  | «Млечный путь»       | Светлана Разина | Андрей Литягин | 4:24         |
| 7.  | «Море грёз»          | Андрей Литягин  | Андрей Литягин | 4:06         |
| 8.  | «Снежинка»           | Валерий Соколов | Андрей Литягин | 2:57         |
| 9.  | «Я снова вижу тебя»  | Елена Степанова | Андрей Литягин | 3:48         |
| 10. | «Новый герой»        | Светлана Разина | Андрей Литягин | 3:48         |
| 11. | «Я больше не прошу»  | Елена Степанова | Андрей Литягин | 3:56         |

## Участники записи
- Маргарита Суханкина — вокал,
- Андрей Литягин — аранжировки, клавишные, запись
- Алексей Горбашов — гитара, аранжировки, запись

## Судебный спор
В декабре 2010 года закончился двухлетний судебный спор, касавшийся авторских прав на песни альбома. Никулинский районный суд г. Москвы удовлетворил иск Горбашова А. Б. к Литягину А. В. и ЗАО JSP о защите авторских прав и определении доли в соавторстве и своим решением уравнял в правах Алексея Горбашова и Андрея Литягина как авторов музыки второго альбома группы.
25 сентября 2012 года Верховный суд Российской Федерации отменил решение Никулинского суда от 14 декабря 2010 года о признании одного из бывших музыкантов группы соавтором произведений, написанных Андреем Литягиным.
13 июня 2021 года ремикс песни «Музыка нас связала» был использован в трейлере игры Atomic Heart на выставке E3 2021, но Андрей Литягин обещал обратиться в суд, утверждая, что разработчики купили права у компании «Национальное музыкальное издательство» не в полном объёме. Видео на YouTube оказалось заблокировано по жалобе правообладателя «Студия Мираж» (официальный канал Литягина).